# Napad na serce
Napad na serce – trzeci singel polskiej piosenkarki Viki Gabor z jej drugiego albumu studyjnego, zatytułowanego ID. Singel został wydany 4 lutego 2022.
Kompozycja znalazła się na 24. miejscu listy AirPlay – Top, najczęściej odtwarzanych utworów w polskich rozgłośniach radiowych.

## Powstanie utworu i historia wydania
Utwór napisali i skomponowali Jonas Becker, Timotei Crudu, Elshafie Samir Salah, Elshafie Amira Salah, Wiktoria Gabor i Jeremi Sikorski.
Singel ukazał się w formacie digital download 4 lutego 2022 w Polsce za pośrednictwem wytwórni płytowej Sony Music Entertainment Poland. Piosenka została umieszczona na drugim albumie studyjnym Gabor – ID.

## „Napad na serce” w stacjach radiowych
Nagranie było notowane na 24. miejscu w zestawieniu AirPlay – Top, najczęściej odtwarzanych utworów w polskich rozgłośniach radiowych.

## Teledysk
Do utworu powstał teledysk w reżyserii Pawła Grabowskiego, który udostępniono w dniu premiery singla za pośrednictwem serwisu YouTube.

## Lista utworów
- Digital download[2]

1. „Napad na serce” – 2:30

## Notowania

### Pozycje na listach airplay
| Kraj   | Lista (2022)      | Najwyższa pozycja |
| ------ | ----------------- | ----------------- |
| Polska | AirPlay – Top     | 24                |
| Polska | AirPlay – Nowości | 1                 |